# 类推论证
类比论证或类推论证是一种特殊的归纳推理，人們在探討一些尚未观察到的事物性質時，以某些事物、道理之間存在相似性質为依據，推断出該事物可能與其他事物有著相似的性質。类比推理是人类试图理解世界和做出决策的最常用方法之一。当一个人使用某一产品後產生不好的体验，往往會運用到类比推理，并决定不再購買該產品的生产者所生產的其他產品。在科学領域也會運用到类推论证，例如实验室經常拿老鼠做实验，就是因為老鼠和人类在生理上存在某些相似性。